# Grâce-Uzel
 Grâce-Uzel  (en bretón Gras-Uzel) es una población y comuna francesa, situada en la región de Bretaña, departamento de Côtes-d'Armor, en el distrito de Saint-Brieuc y cantón de Uzel.

## Demografía
| 475 | 435 | 386 | 365 | 418 | 401 |
| Para los censos de 1962 a 1999 la población legal corresponde a la población sin duplicidades (Fuente: INSEE [Consultar]) |     |     |     |     |     |